# Bis(morpholino)methan
Bis(morpholino)methan ist eine chemische Verbindung aus der Gruppe der Stickstoff-Sauerstoff-Heterocyclen.

## Gewinnung und Darstellung
Bis(morpholino)methan kann durch Reaktion von Formaldehyd mit Morpholin gewonnen werden.

## Verwendung
Bis(morpholino)methan ist ein Formaldehyd abspaltendes Konservierungsmittel und wird als Bestandteil von Kühlschmierstoffen verwendet. Es ist ein nützliches Reagenz für elektronenreiche Heterocyclen (Pyrrole, Indole) und aktiven Methylen-Verbindungen in Gegenwart von Trifluoressigsäure.